# Round-up
De Round-up is een attractietype dat af en toe te vinden is op kermissen en in pretparken. Het is een draaiende attractie: bezoekers nemen staand plaats in een grote kom die steeds sneller gaat ronddraaien.
De attractie maakt gebruik van centrifugale kracht. Tot zover komt dit overeen met het attractietype rotor. Echter, als het draaien op gang is gekomen tilt een hydraulische arm de gehele kom schuin omhoog, waardoor de draaiende kom schuin komt te staan. De arm tilt de kom meestal op totdat het geheel nét niet verticaal staat (hiermee meer lijkend op de enterprise, maar met als belangrijkste verschil dat men in de round-up moet staan terwijl men in de enterprise moet liggen of zitten). De Round-up staat ook wel bekend als Meteor of Meteorite (Groot-Brittannië) of als Zero Gravity.

## Ontstaan
De attractie is ontworpen in Duitsland door ene Hrubetz. Vervolgens werd in de jaren vijftig de attractie, die toen nog Meteor of Meteorite werd genoemd, vervoerd naar Groot-Brittannië. Toen de attractie in de Verenigde Staten werd geïntroduceerd kreeg de attractie haar naam waar deze nu het meest bekend mee is: Round-up.

## Soortgelijke attracties
- Rotor
- Gravitron
- Disk'O
- Enterprise

## Vindplaats
| Attractienaam | Park                      | Land             | Jaar         | Bouwer              |
| ------------- | ------------------------- | ---------------- | ------------ | ------------------- |
| Dark Raver    | Fort Fun Abenteuerland    | Duitsland        | 2006         | Nijmeegs Lasbedrijf |
| Jungle Rock   | Avonturenpark Hellendoorn | Nederland        | / (gesloten) | /                   |
| Round-up      | Heide Park                | Duitsland        | 1983         | Fähtz               |
| Round-up      | Serengeti Park            | Duitsland        | /            | /                   |
| Round up      | Tykkimaki Amusement Park  | Finland          | 1986         | Hrubetz             |
| Tornado       | Liseberg                  | Zweden           | /            | /                   |
| ?             | Lakemont Park             | Verenigde Staten | /            | /                   |
| ?             | Old Town                  | Verenigde Staten | /            | /                   |